# Wigberht
Wigberht († zwischen 816 und 825) war Bischof von Sherborne. Er wurde zwischen 793 und 801 zum Bischof geweiht und trat sein Amt im gleichen Zeitraum an. 814 ging er zusammen mit dem Erzbischof von Canterbury Wulfred nach Rom und kam mit dem Segen von Papst Leo zurück. Er starb zwischen 816 und 824.